# Gozdne železnice na Slovenskem
Gozdna železnica je oblika železniškega transporta, ki je služila predvsem za prevoz lesa iz gozdov do bližnjih žag, glavne ceste ali regionalne železnice.
Pregled vseh gozdnih prog na Slovenskem pove, da je bilo tu zgrajenih 29 gozdnih železnic v skupni dolžini okoli 260 km. Na teh progah je obratovalo 36 lokomotiv različnih vrst in pogonskih načinov. Gozdne železnice so bile grajene skrajno preprosto in na meji varnostnih predpisov. Proge so bile večinoma grajene s širino tira 600 ali 760 mm.
Zaradi preproste in poceni gradnje gozdna železnica ni grobo posegala v gozdni prostor. Planum proge je bil največkrat širok od 1,5 do 2,2 m in se je zaradi čim manjših stroškov gradnje kar se da prilagodil obliki terena.
Vozila gozdnih železnic so bila vzdržljiva in nezahtevna za vzdrževanje. Neredke lokomotive so po naših gozdovih obratovale tudi pol stoletja in več. Tirna vozila so na enoto prevoženega materiala porabila veliko manj energije kot cestna vozila in so zato obratovala z zelo malimi stroški.

## Seznam gozdnih železnic na Slovenskem
- Gozdna železnica Idrijski lauf
- Gozdna železnica pri Radečah
- Gozdna železnica na Komarči
- Gozdna železnica na Kolovcu
- Gozdna železnica v Kočevskem Rogu
- Gozdna železnica Mislinja–Komisija
- Gozdna železnica Jelendol–Medvodje
- Gozdna železnica Pivka–Javorniki
- Gozdna železnica pri Predmeji
- Gozdna železnica Lendava–Bogojina
- Gozdna železnica Črnomelj–Adlešiči
- Gozdna železnica pri Kozjem
- Gozdna železnica Ivnik
- Gozdna železnica na Bricljevi gori
- Gozdna železnica v Loki pri Žusmu
- Gozdna železnica Hrastnik v Selški dolini
- Gozdna železnica Žage na Radohi
- Gozdna železnica Brezno–Josipdol
- Gozdna železnica na planini Mija
- Gozdna železnica na planini Spodnja Mija
- Gozdna železnica na Donački gori in Resniku
- Gozdna železnica pri Rudnem
- Gozdna železnica Lobniške drče
- Gozdna železnica Solčavske drče
- Gozdna železnica v Koritih pri Jezerskem
- Gozdna železnica pri Gospodični na Gorjancih
- Gozdna železnica Črnomelj–Golobinjek na Rogu
- Gozdna železnica v Slabi Gorici na Rogu
- Tirna spuščalka v Hudem grabnu pri Mučevem
- Gozdna železnica Črnomelj – Leseni kamen

## Terminologija gozdnih železnic
Terminologija gozdnih železnic je poskus slovenjenja železniških izrazov, ki so se uporabljali pri delu v gozdnih železnicah.
Večji del gozdnih železnic na naših tleh so zgradili v času stare Avstrije. Delavci na gozdnih železnicah so bili pravilima naši ljudje, ki so si tuje izraze priredili in izdelali nekakšno latovščino, ki so jo razumeli le sami. Gospod Tadej Brate je v knjigi Gozdne železnice na Slovenskem zbral vrsto izrazov, ki so jih uporabljali delavci pri upravljanju gozdnih železnic. Besede so se razvile iz nemškega jezika in nekatere še danes zvenijo znano in razumljivo, saj so se do danes ohranile v pogovornem jeziku železničarjev.
Nekaj najbolj značilnih izrazov:
- ausglajzanje (das Entgleisen) – iztirjenje
- bremzar (der Bremser) – zavirač
- glajz (die Geleise) – tir, proga
- hajchaus (das Heizhaus) – kurilnica
- mašina (die Maschine) – lokomotiva, stroj
- Ajzenpon (die Eisenbahn) – železnica
- pufar (der Puffer) – odbijač
- šina (die Schine) – tirnica
- štreka (die Strecke) –  proga
- šveler (die Schwelle) – železniški prag
- šmir (das Schmiermittel) – mazivo
- štacjon (die Station) – postaja
- tracapon, luftpon (die Drahtseilbahn) – žičnica
- veksl, beksl (Weiche) – kretnica